# Toshiya Fujita (football)
Toshiya Fujita (藤田 俊哉, Fujita Toshiya), né le 4 octobre 1971 à Shizuoka, est un joueur de football japonais.

## Biographie
Il a effectué la majeure partie de sa carrière sous les couleurs du Júbilo Iwata. Milieu de terrain, il a participé à l'âge d'or du Jubilo entre la fin des années 1990 et le début des années 2000. Il fut élu MVP de la J-League en 2001. 
Fujita connut une rapide aventure européenne, au cours de la saison 2003/2004, où il rejoint sous forme de prêt le club néerlandais du FC Utrecht (14 apparitions / 1 but). Il quitta définitivement le Jubilo Iwata en 2005, pour rallier Nagoya Grampus. Il a joué dans le Nagoya jusqu'à la saison 2008. Il a rallié le Roasso Kumamoto.
Toshiya Fujita compte 25 sélections sous le maillot national (3 buts) entre 1999 et 2005. Il faisait partie de l'équipe sacrée championne d'Asie en 2004.
Il fait également partie de la poignée de joueurs ayant inscrit plus de 100 buts en J-League.